# کریک، ساسکاچوان
کریک، ساسکاچوان (به انگلیسی: Craik, Saskatchewan) یک منطقهٔ مسکونی در کانادا است که در ساسکاچوان واقع شده‌است. کریک ۴۵۳ نفر جمعیت دارد.